# Plaza Ossandón
La Plaza Ossandón es una plaza y barrio de la comuna de La Reina. Es la mayor plaza de la comuna con un tamaño de 16 800 m².

## Historia

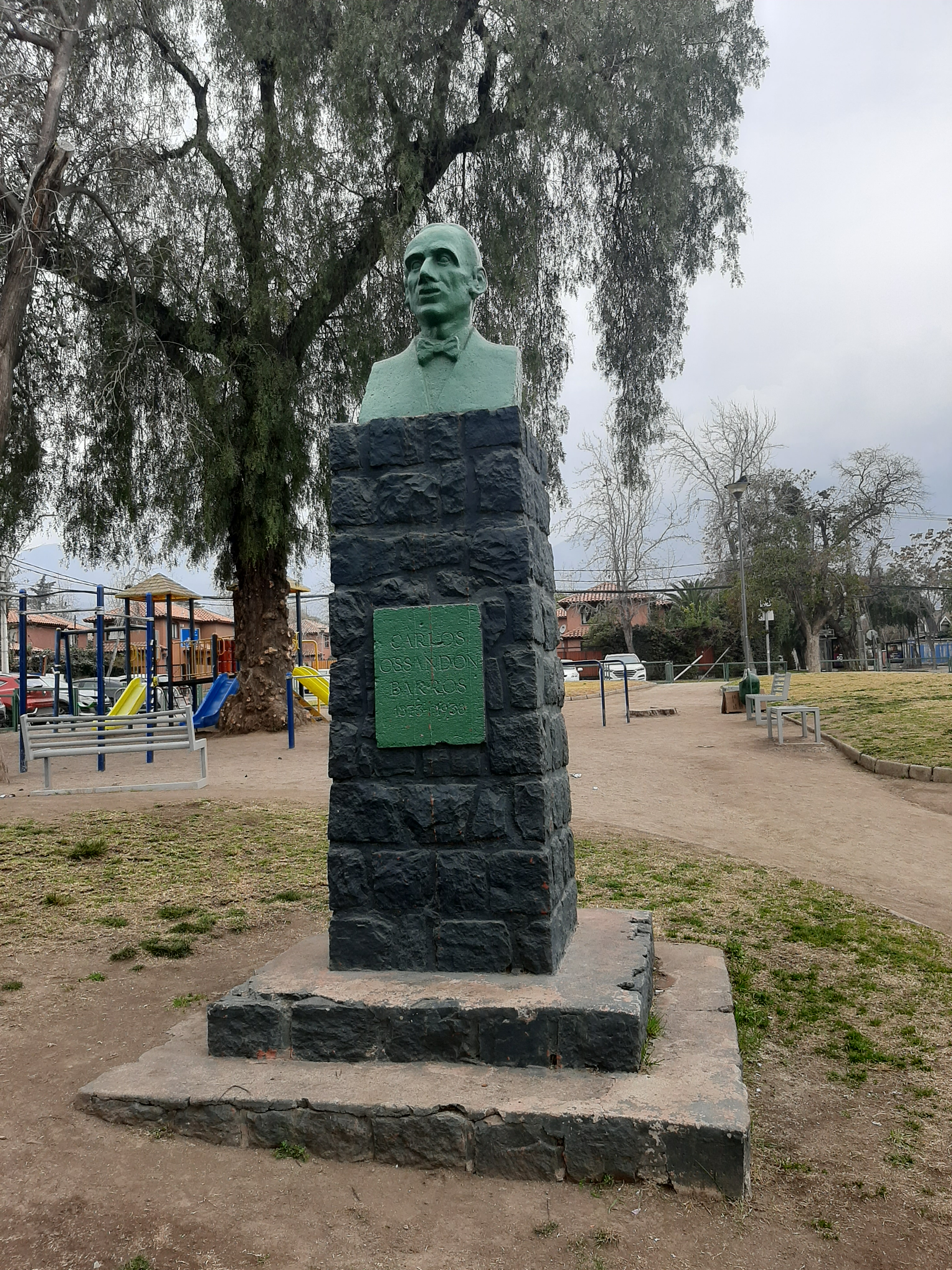
Busto en homenaje a Carlos Ossandón Barros.

En los hechos prácticos es la plaza de armas y centro de la comuna.[cita requerida] Hacia los años 1960 la plaza era el punto terminal del recorrido de autobuses 24 (Mapocho-Plaza Ossandón) que iniciaba su recorrido cerca de la Estación Mapocho, facilitando el acceso de los vecinos de La Reina al centro de Santiago. Anteriormente también fue conocida como Plaza Echeñique.
En 2017 se inauguró en la plaza un punto de arriendo de autos eléctricos, mientras que en diciembre de 2019 se inició una remodelación de la plaza, que incluyó la construcción de espacios para permitir el desplazamiento de personas con movilidad reducida.

## Características
La plaza es atravesada en sentido norte-sur por la avenida Carlos Ossandón (de la que toma su nombre), mientras que en sentido este-oeste está comunicada con la calle Echeñique. La plaza, ubicada en un tranquilo barrio residencial, está rodeada de locales de servicio, como supermercados, colegios, un centro de salud municipal (creado en 1966), una comisaría de Carabineros, la sexta Compañía de Bomberos "Bomba La Reina" de Ñuñoa, la 6° Compañía de Bomberos de Ñuñoa, un cuartel de la Policía de Investigaciones de Chile (PDI), entre otros. 
La plaza también da su nombre a uno de los distritos censales de la comuna de La Reina, que está delimitado de la siguiente forma: por el norte Avenida 
Francisco Bilbao Sur, por el sur la Avenida Fernando Castillo Velasco, por el oeste el Canal Las Perdices y las avenidas Padre Hurtado y Valenzuela Llanos, y por el este las avenidas Vicente Pérez Rosales y Florencio Barrios.

## Galería

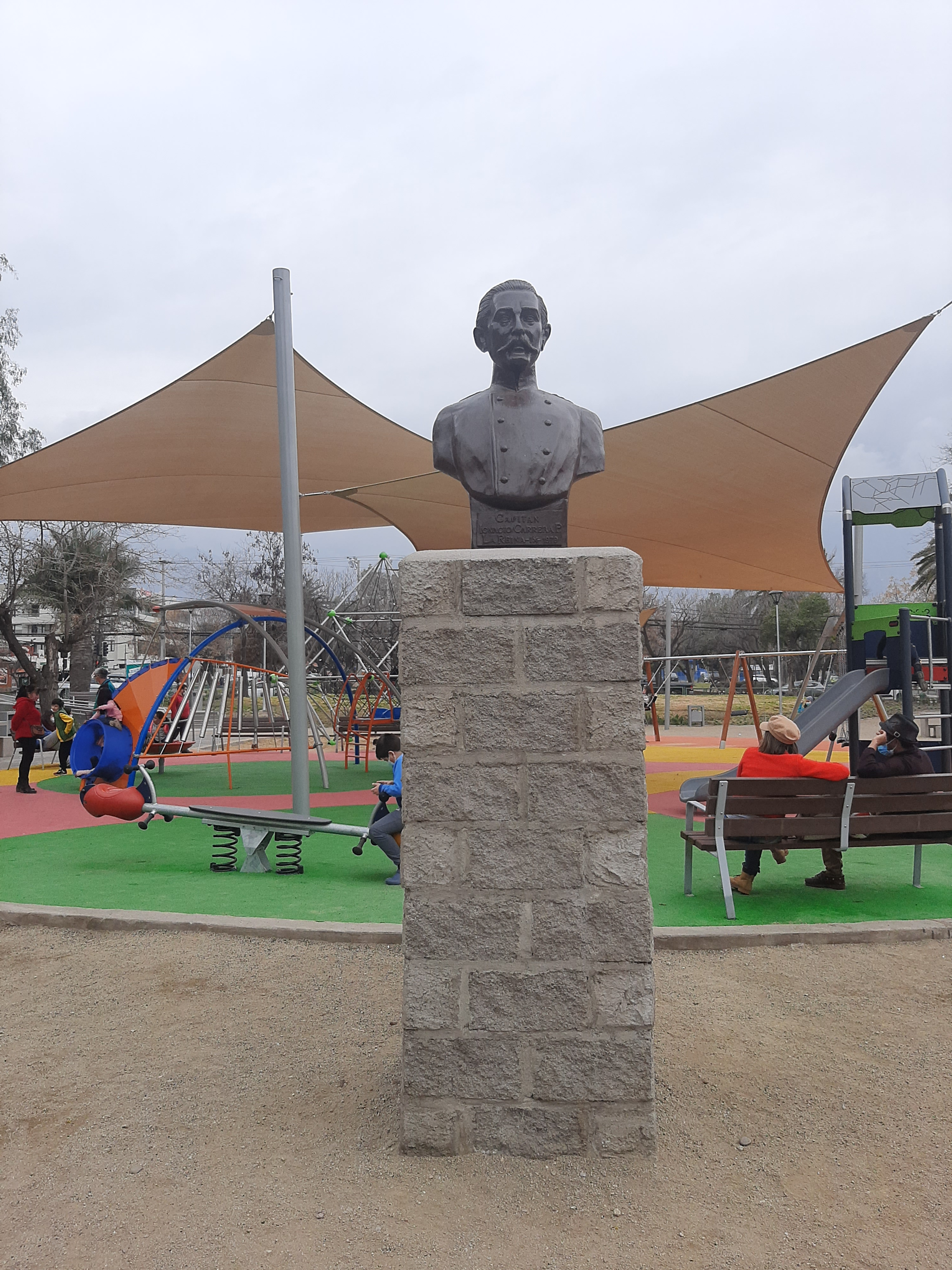
Busto de Ignacio Carrera Pinto.
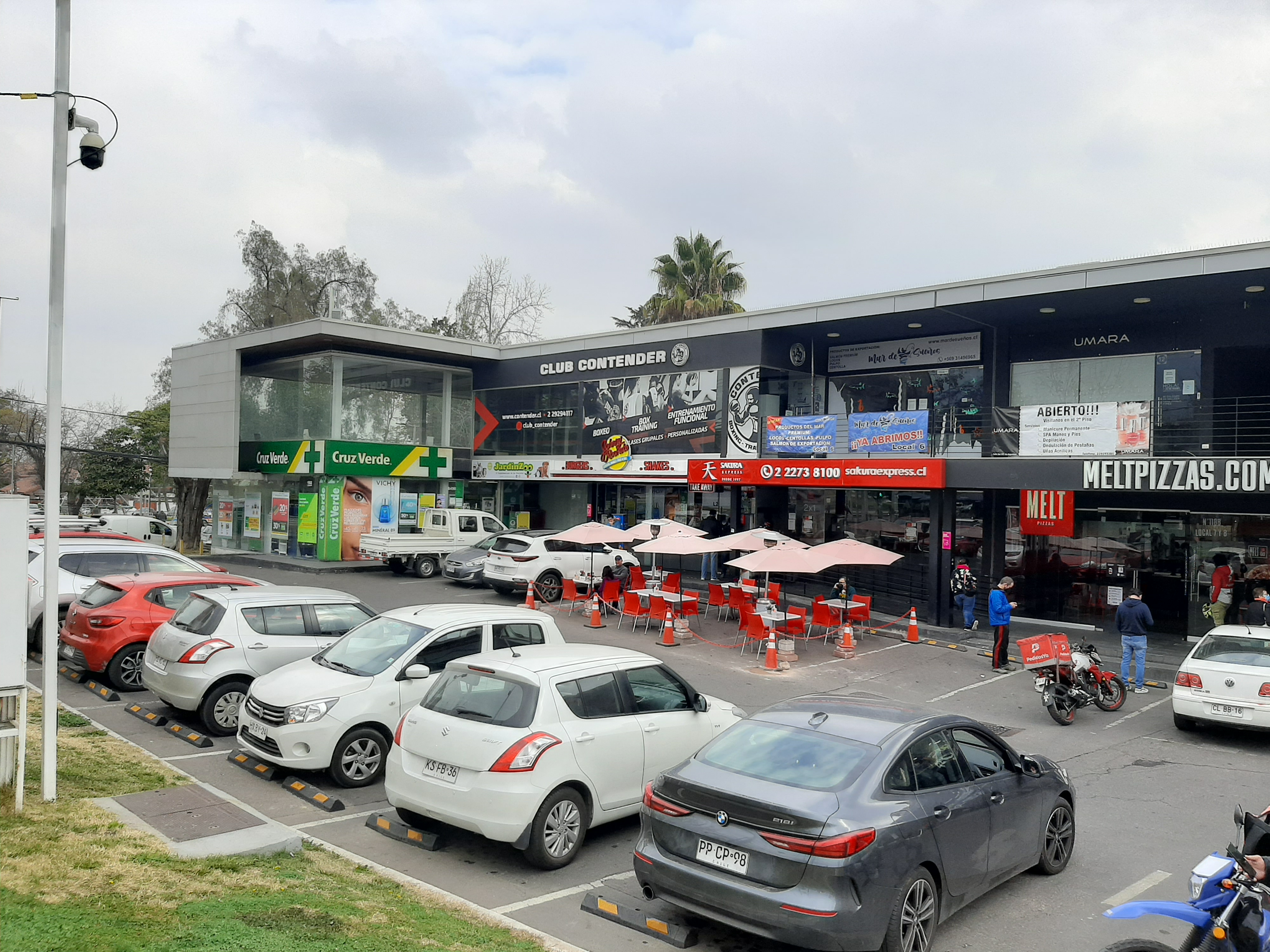
Locales comerciales frente a la plaza.
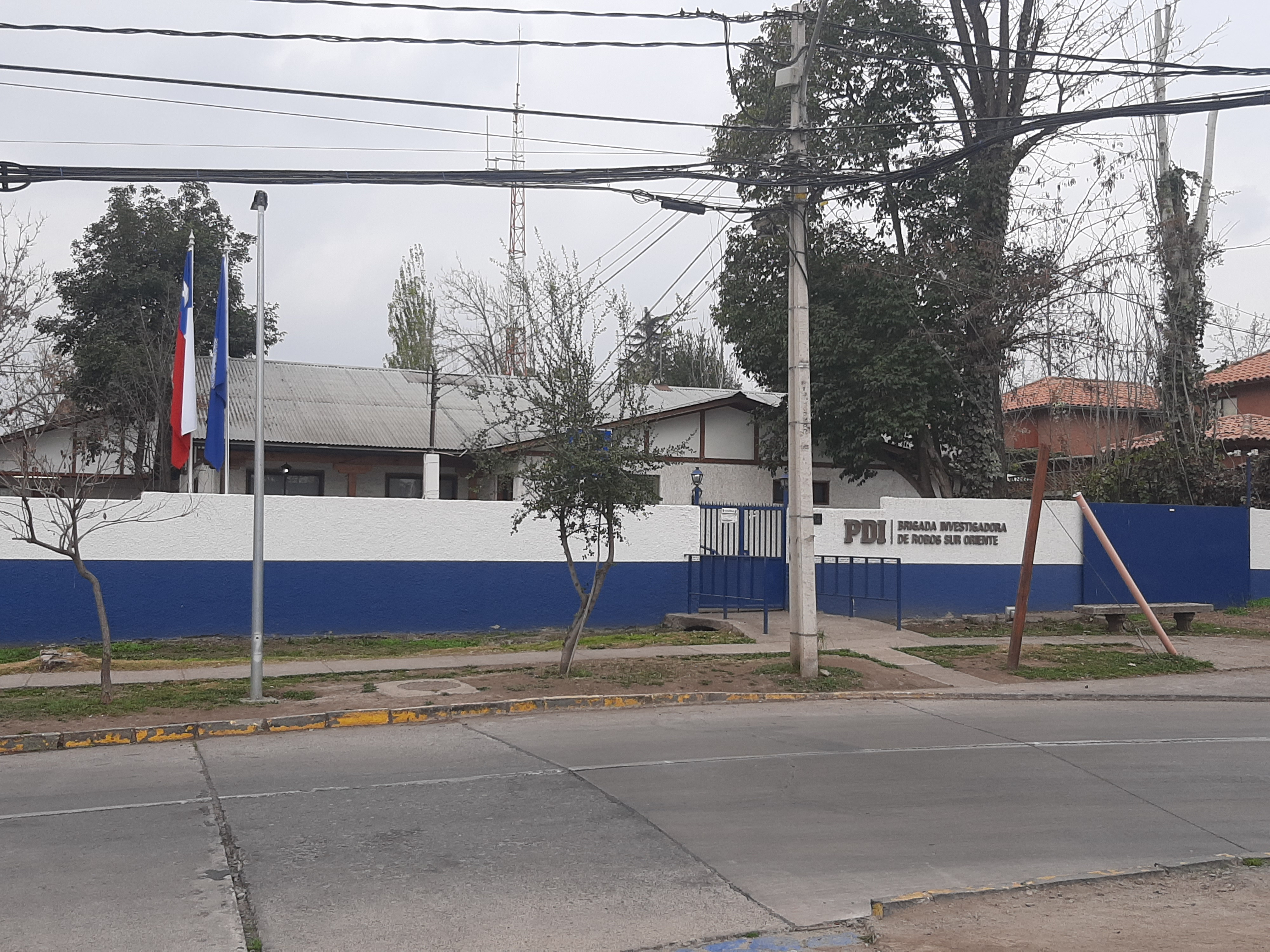
Cuartel de la Policía de Investigaciones de Chile.
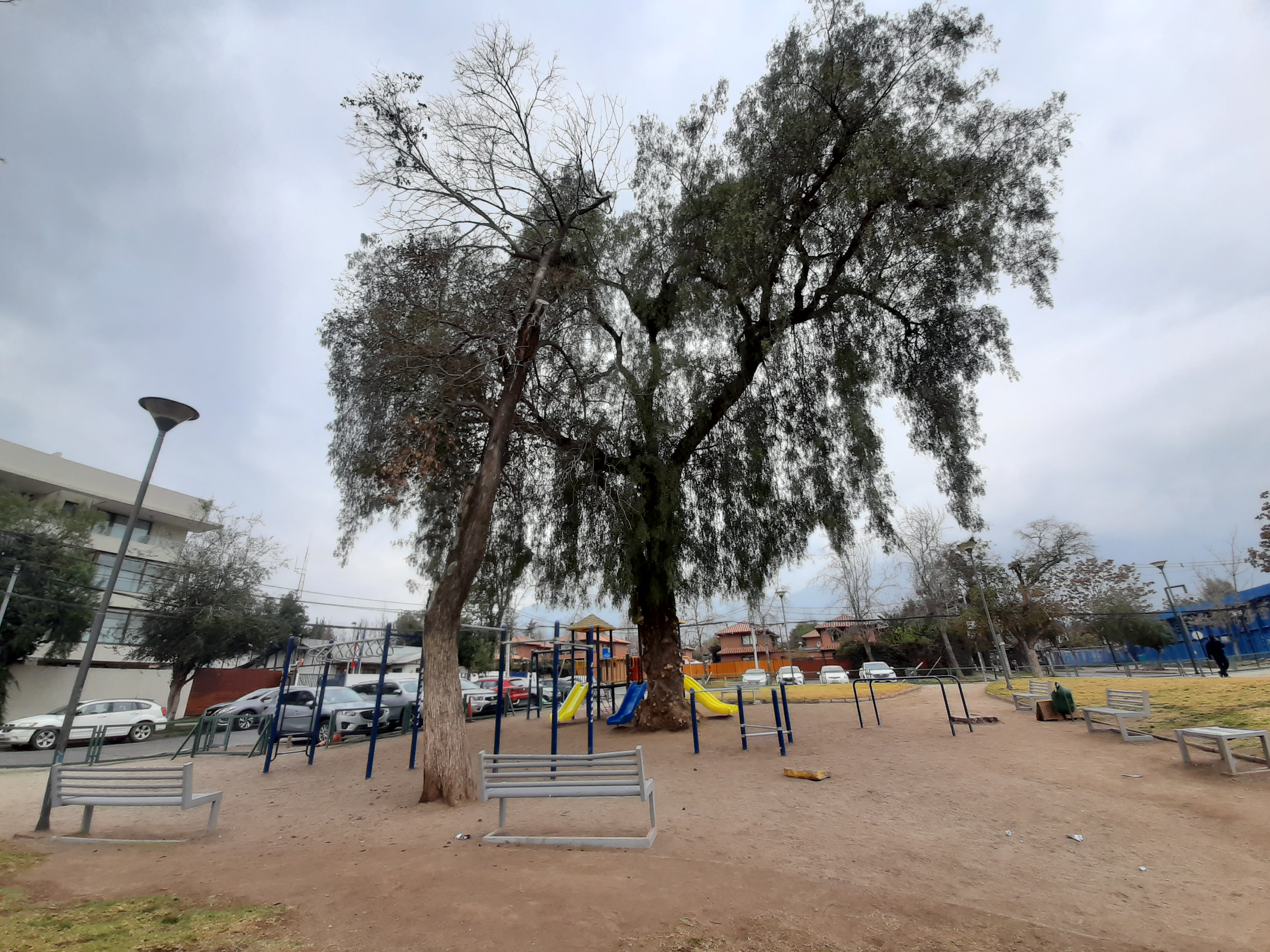
Estación de calistenia junto a juegos.
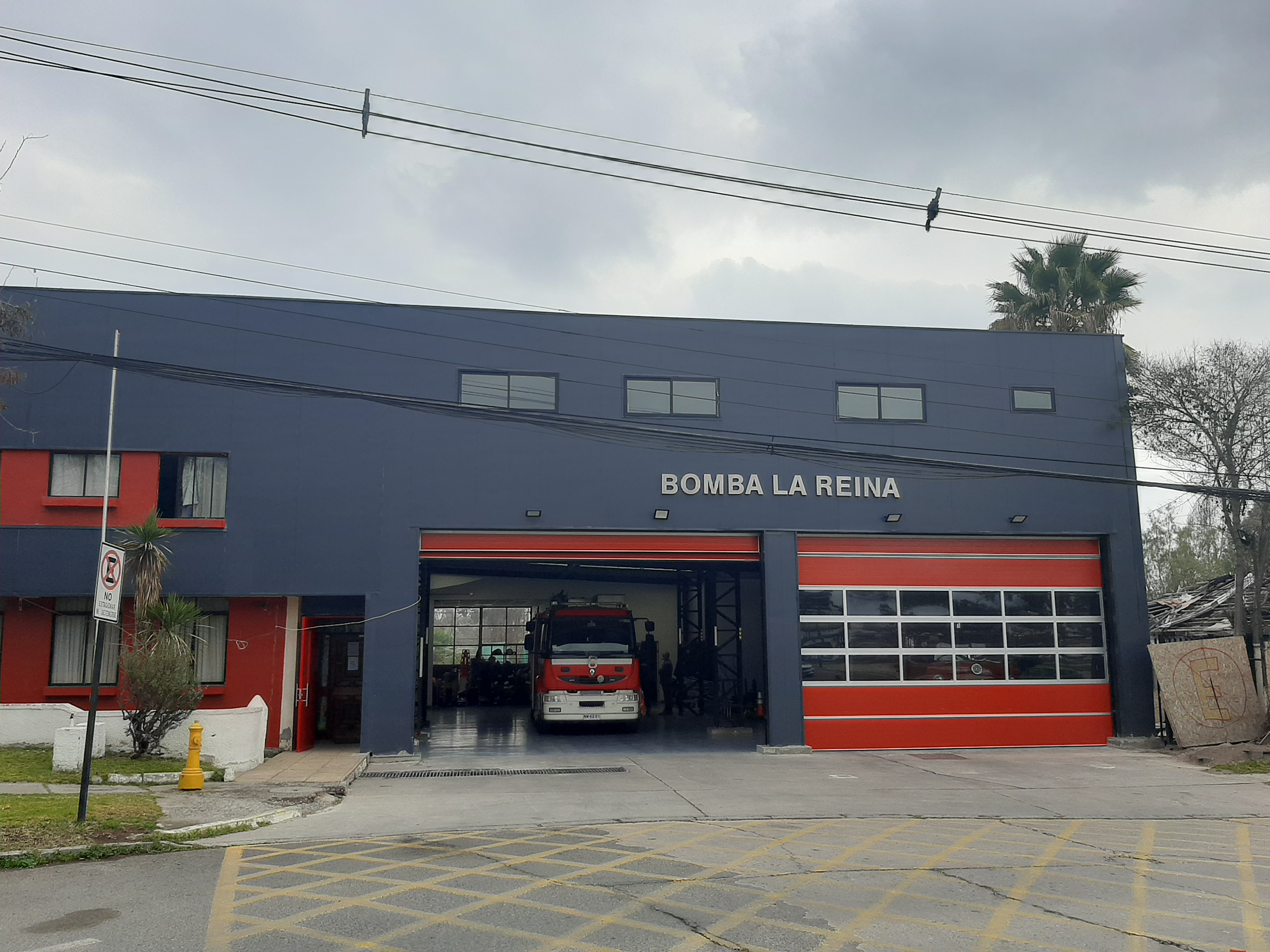
Sexta Compañía de Bomberos